# ビンタウナ語
ビンタウナ語（ビンタウナご）は、インドネシアの北スラウェシ州で話されている言語である。